# Jana Nagyová (herečka)
Jana Nagyová, provdaná Schlegelová, nyní Jana Pulm (* 9. ledna 1959 Komárno) je bývalá slovenská herečka a nynější německá podnikatelka, která se proslavila zejména díky hlavní roli princezny Arabely v televizním seriálu Arabela z roku 1979 režiséra Václava Vorlíčka.
Od dětství hrála amatérsky divadlo, na bratislavské konzervatoři studovala hru na klavír a zpěv. Ještě před seriálem Arabela se objevila v českém filmu Smrt stopařek, kde hrála společně s Dagmar Patrasovou.
Od roku 1987 žije se svojí rodinou v Německu a profesionální umělecké činnosti se již nevěnuje. Je potřetí vdaná.

## Filmografie
- 2025 Hořký svět 2
- 2022 Princ Mamánek
- 1993 Pozemský nepokoj
- 1988 Pražské tajemství – nadabovala Ljuba Krbová
- 1987 Pravidlá kruhu
- 1986 Není sirotek jako sirotek – nadabovala Veronika Žilková
- 1986 Polepetko (TV film)
- 1985 O sláve a tráve
- 1984 Múdra princezná (TV film)
- 1983 Lekár umierajúceho času (TV seriál)
- 1983 Rodinná anamnéza (TV film)
- 1983 Výlet do mladosti
- 1983 Žakýlska Veronka (TV film)
- 1982 Chlap prezývaný Brumteles (TV film)
- 1982 Rozmar (TV film)
- 1982 Slávne dievčatko (TV film)
- 1982 Zlatá panna a prekliaty brat (TV film)
- 1981 Bičianka z doliny (TV film)
- 1980 Dozrievanie (TV film)
- 1981 Mezi námi kluky – nadabovala Sylvie Nitrová
- 1980 Arabela (TV seriál) – nadabovala Libuše Šafránková
- 1980 Nebezpečné známosti (TV film)
- 1980 Triptych o láske (TV film)
- 1979 Smrt stopařek – nadabovala Naďa Konvalinková
- 1977 Penelopa
- 1976 Sváko Ragan (TV film)